# Liste der Biografien/Yab
Liste der Biografien |
Portal Biografien |
Personensuche
# |
A |
B |
C |
D |
E |
F |
G |
H |
I |
J |
K |
L |
M |
N |
O |
P |
Q |
R |
S |
T |
U |
V |
W |
X |
Y |
Z |
?
 
Ya |
Yb |
Yc |
Yd |
Ye |
Yf |
Yg |
Yh |
Yi |
Yk |
Yl |
Ym |
Yn |
Yo |
Yp |
Yr |
Ys |
Yt |
Yu |
Yv |
Yw |
Yx |
Yz
 
Yaa |
Yab |
Yac |
Yad |
Yae |
Yaf |
Yag |
Yah |
Yai |
Yaj |
Yak |
Yal |
Yam |
Yan |
Yao |
Yap |
Yaq |
Yar |
Yas |
Yat |
Yau |
Yav |
Yaw |
Yax |
Yay |
Yaz
Die Liste der Biografien führt alle Personen auf, die in der deutschsprachigen Wikipedia einen Artikel haben. Dieses ist eine Teilliste mit 30 Einträgen von Personen, deren Namen mit den Buchstaben „Yab“ beginnt.

## Yab

### Yaba
- Yâba, Königin von Assyrien
- Yabaki, Akuila, fidschianischer Methodistenpastor und Politiker
- Yabantas, Emre (* 2004), österreichischer Fußballspieler
- Yabashi, Rokurō (1905–1988), japanischer Maler im Yōga-Stil

### Yabe
- Yabe, Hisakatsu (1878–1969), japanischer Paläontologe und Geologe
- Yabe, Jirō (* 1978), japanischer Fußballspieler
- Yabe, Takashi (* 1950), japanischer Erfinder
- Yabes, Maximo (1932–1967), US-amerikanischer Soldat

### Yabi
- Yabiku, Shōhei (* 1995), japanischer Ringer

### Yabl
- Yablans, Frank (1935–2014), US-amerikanischer Filmproduzent und Drehbuchautor
- Yablans, Irwin (* 1934), US-amerikanischer Filmproduzent
- Yablonovitch, Eli (* 1946), US-amerikanischer Physiker
- Yablonska, Sophia (1907–1971), ukrainische Schriftstellerin und Fotografin
- Yablonskaya, Oxana (* 1938), US-amerikanisch-israelische Pianistin russischer Herkunft
- Yablonski, Jeremy (* 1980), kanadischer Eishockeyspieler
- Yablonsky, Lewis (1924–2014), US-amerikanischer Soziologe, Kriminologe und Psychotherapeut

### Yabn
- Yabninu, Händler und hoher Beamter

### Yabo
- Yabo, Reinhold (* 1992), deutscher Fußballspieler
- Yabou, Lang (* 1970), gambischer Diplomat

### Yabr
- Yabrán, Alfredo (1944–1998), argentinischer Unternehmer

### Yabu
- Yabu, Kentsū († 1937), japanischer Meister des Karate
- Yabu, Yūji (* 1984), japanischer Fußballspieler
- Yabuki, Kentarō (* 1980), japanischer Manga-Zeichner
- Yabusaki, Shin’ya (* 1978), japanischer Fußballspieler
- Yabusele, Guerschon (* 1995), französischer BasketballspielerGuerschon Yabusele (* 1995)

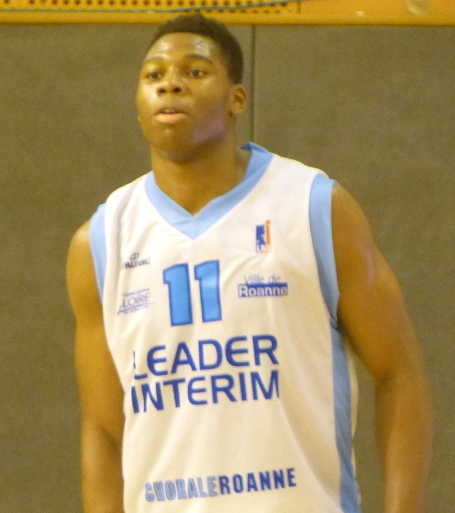
Guerschon Yabusele (* 1995)

- Yabushita, Megumi (* 1972), japanische Mixed-Martial-Arts-Kämpferin
- Yabuta, Mitsunori (* 1976), japanischer Fußballspieler
- Yabuta, Teijirō (1888–1977), japanischer Agrochemiker
- Yabuuchi, Kento (* 1995), japanischer Fußballspieler
- Yabuuchi, Kiyoshi (1906–2000), japanischer Mathematik-, Astronomie- und Wissenschaftshistoriker